# Polygrapta argyropasta
Polygrapta argyropasta là một loài bướm đêm trong họ Noctuidae.